# NHK富士見ヶ丘クラブハウス
NHK富士見ヶ丘クラブハウス（エヌエイチケイふじみがおかクラブハウス）は、東京都杉並区久我山の旧NHK富士見ヶ丘運動場内にあった木造2階建てのクラブハウス。前川國男が設計し、1954年に竣工。高井戸公園整備のため、2016年3月に取り壊された。

## 概要

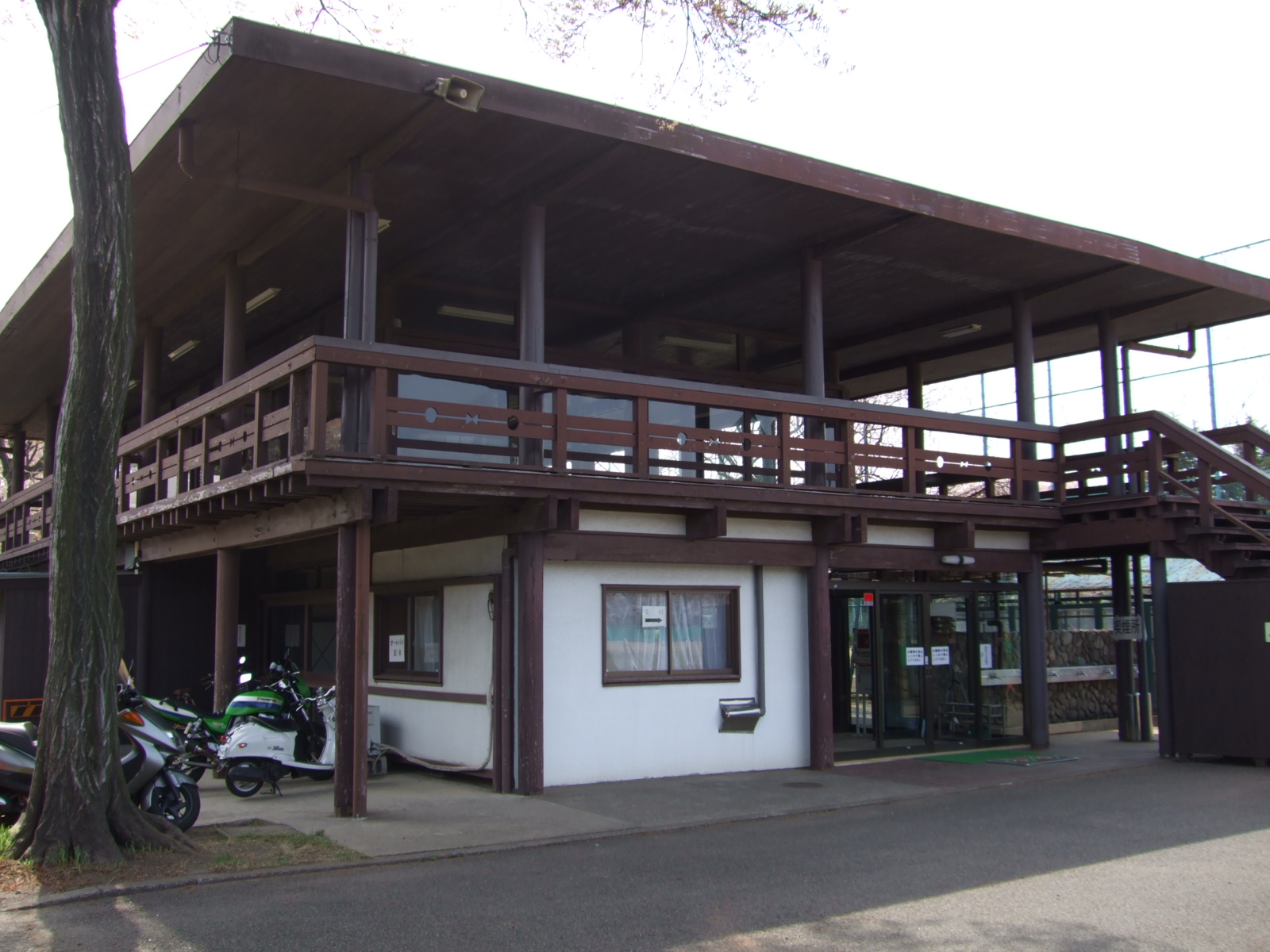
管理事務所は1階白壁の部屋 （2008年4月）

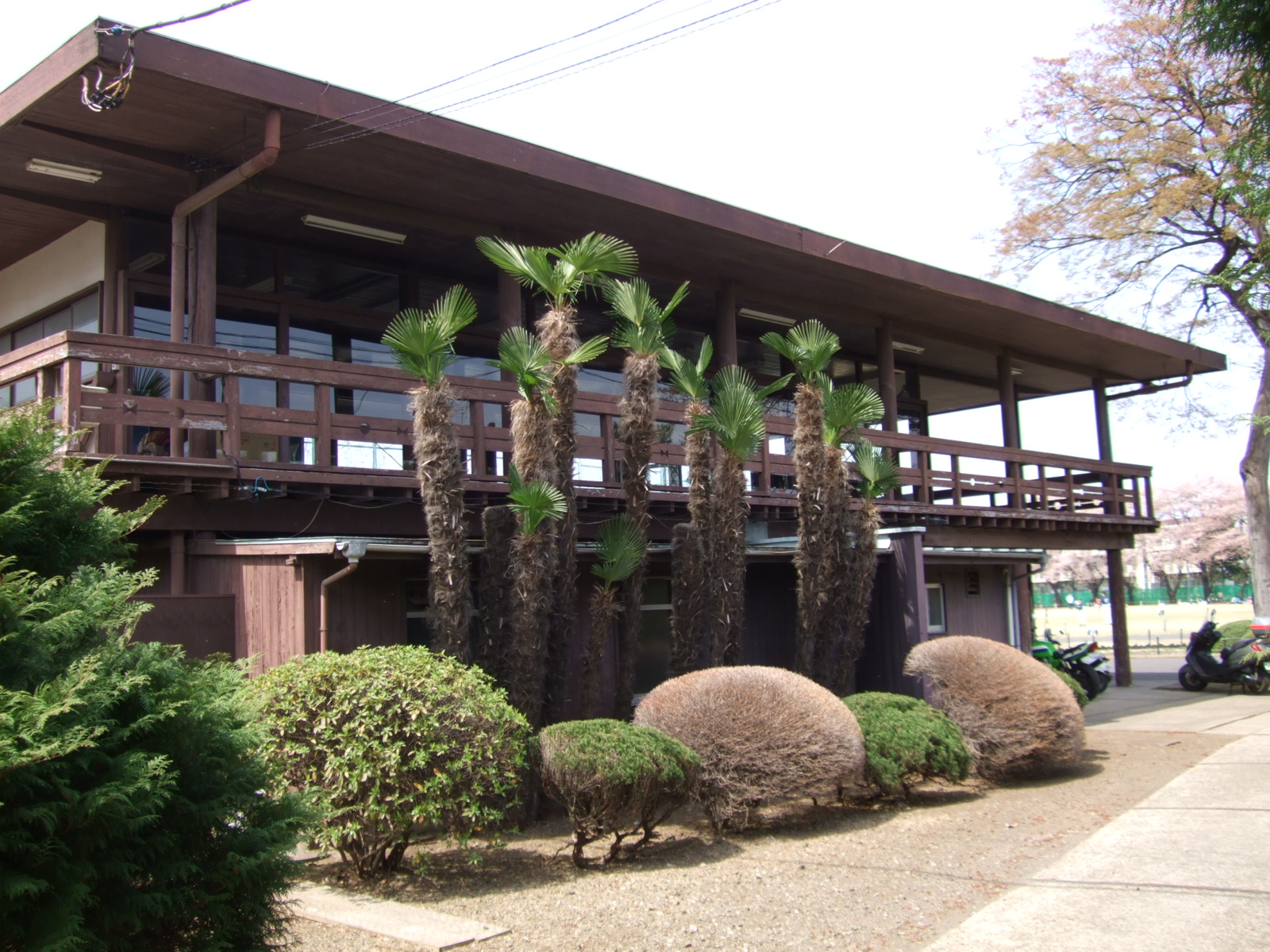
クラブハウス東側 （2008年4月）

日本放送協会 （NHK）が所有する富士見ヶ丘運動場のクラブハウスとして1954年に竣工した。1階には、ホール、6畳和室、更衣室、浴室、厨房、トイレなどがあり、2階には食堂、厨房、6畳和室が配されている。2階の周囲には、広いバルコニーがめぐらされている。バルコニーの北側には外部階段が接続されており、建物の外部から2階に直接上がれる構造になっている 。建物の西側には、藤棚がある。
京都工芸繊維大学助教授の松隈洋（建築史家）は、「木造ながら、ル・コルビュジエの原理的な空間概念である『ドミノ・システム』のような開放的で伸びやかな空間」を生み出していると評し、「木造モダニズムの可能性を試みた意欲的な作品」であると述べている。また、彼は、回り階段や手すりのデザインについて、アントニン・レーモンドの「聖ポール教会（現在の軽井沢聖パウロカトリック教会）」の影響を指摘している。
NHK富士見ヶ丘運動場は2006年3月31日に閉鎖されたが、杉並区が管理を引き継ぎ2007年3月20日に富士見ヶ丘運動場（遊び場102番）として開園、クラブハウスはその管理棟となった 。その後、運動場は2015年5月17日に高井戸公園整備のため再び閉鎖され、一部は8月8日より遊び場110番として暫定開放されたが、クラブハウスは開放区域には含まれず2016年3月に取り壊された。